# 두모항 (남해군)
두모항은 경상남도 남해군 상주면 양아리, 두모마을 인근에 있는 어항이다. 2002년 8월 6일 어촌정주어항으로 지정하여 관리하고 있다. 시설관리자는 남해군수이다.

## 어항 연혁
- 막힘이 없는 곳이라 하여 두무라고도 부르고 드므는 동이보다 큰 그릇을 말하는데 옛날 어느 도사가 이곳을 지나가다 지어준 이름인 두모(豆毛)에서 유래되었다.

## 어항 시설
- 방파제 L=58, B=5.3n, 선착장 L=115m, B=5.5m, 호안 728m, B=5.0m

## 주요 어종
- 도다리, 서대, 물메기, 낙지 등